# Теміртау (Росія)
Темірта́у (рос. Теміртау) — селище міського типу у складі Таштагольського району Кемеровської області, Росія. Адміністративний центр Теміртауського міського поселення.

## Населення
Населення — 4352 особи (2010; 4843 у 2002).